# Cadiz (Ohio)
Cadiz és una vila dels Estats Units a l'estat d'Ohio. Segons el cens del 2000 tenia 3.308 habitants. Dins de l'estat d'Ohio està ubicat al comtat de Harrison, del qual és la seu de comtat (capital).

## Demografia
Segons el cens del 2000, Cadiz tenia 3.308 habitants, 1.391 habitatges, i 916 famílies. La densitat de població era de 144,6 habitants/km².
Dels 1.391 habitatges en un 28,3% hi vivien nens de menys de 18 anys, en un 49,2% hi vivien parelles casades, en un 13,3% dones solteres, i en un 34,1% no eren unitats familiars. En el 30,9% dels habitatges hi vivien persones soles el 16% de les quals corresponia a persones de 65 anys o més que vivien soles. El nombre mitjà de persones vivint en cada habitatge era de 2,3 i el nombre mitjà de persones que vivien en cada família era de 2,85.
Per edats la població es repartia de la següent manera: un 22,3% tenia menys de 18 anys, un 7,5% entre 18 i 24, un 23,6% entre 25 i 44, un 25,6% de 45 a 60 i un 20,9% 65 anys o més.
L'edat mediana era de 43 anys. Per cada 100 dones de 18 o més anys hi havia 77,4 homes.
La renda mediana per habitatge era de 29.518 $ i la renda mediana per família de 42.049 $. Els homes tenien una renda mediana de 33.233 $ mentre que les dones 17.192 $. La renda per capita de la població era de 17.405 $. Aproximadament el 12,5% de les famílies i el 15,7% de la població estaven per davall del llindar de pobresa.

## Poblacions més properes
El següent diagrama mostra les poblacions més properes.